# 不知火光右衛門
不知火 光右衛門（しらぬい みつえもん（こうえもん）、1825年4月20日（文政8年3月3日） - 1879年（明治12年）2月24日）は、肥後国合志郡陣内村（現：熊本県菊池郡大津町）出身で境川部屋（入門時は大坂の湊部屋）に所属した大相撲力士。本名は近久（旧姓：原野） 峰松（ちかひさ みねまつ）。
なお、光右衛門が生まれる約20年前に亡くなった大関力士（本姓：平野）も「不知火光右衛門」を名乗っていた（1775年（安永4年） - 1804年8月19日（文化元年7月14日））。ここでは後に第11代横綱に昇進した不知火光右衛門について記述する。

## 来歴
1825年に肥後国菊池郡陣内村で農家を営む家に二男として生まれる。祖父の原野儀右衛門は土地相撲の大関を務め、峰松も16歳の時に祖父と同じ土地相撲に加入した。同郷の力士である不知火諾右衛門の弟子となり、大阪相撲での修行を経て江戸に出て、境川部屋門下となる。境川部屋から1850年11月場所に殿（しんがり） 峯五郎の四股名で初土俵を踏む。その後は熊本藩の抱え力士となり、1856年11月場所で新入幕を果たし、翌年に「不知火 光右衛門」と改名した。
1862年3月場所で大関に昇進すると、この場所に発生した「小柳殺し」（前頭小柳平助殺害事件）によって出場を辞退するが、翌年3月場所で吉田司家から横綱免許を授与された。1866年4月場所4日目に足取り名人として有名だった両國梶之助（伊勢ヶ濱）の足を取って勝利した際は、花柳界で「足を取る相撲上手の両國関も足を取られてすってんころりん」と唄われた。
1869年11月場所（全休）を最後に現役を引退した。引退後は古巣・大阪相撲へ戻って下の名を「諾右衛門」と改名、1870年から3年に渡って横綱土俵入りのみを披露した。現役中から行っていた横綱土俵入りが「白鶴の翼を張れる如し」と形容される程に見事だったためと伝わる。また、年寄・不知火（初代）を襲名した。1879年2月24日に死去、53歳没。

## エピソード
- 「不知火」という力士は江戸時代末期には複数存在する。この項目で述べた光右衛門は第11代横綱だが、光右衛門と同じ肥後国出身の第8代横綱・不知火諾右衛門や、筑前国嘉麻郡（現：嘉麻市）出身の不知火光五郎（あまりの強さに毒殺されたと言われる）と混同されがちである。
- 横綱土俵入りのうち、雲龍型の考案者と言われているが、これは雲龍型と不知火型の名前が何らかの理由で途中で入れ替わったとする通説によるが、不知火と第10代横綱・雲龍久吉の横綱土俵入りがあまりにも立派だったため、後世になって名前が残されたとの見方がある（雲龍久吉を参照）。
- 同期の第12代横綱・陣幕久五郎とは、平幕からの対戦で13敗2分と1勝も出来ずに苦戦していた。
- 彦山光三は自著『横綱伝』で「彼は白皙の好男子であり、よく錦絵の画材となって、当時はもちろん、後の世までもてはやされた」と美男ぶりを伝えていた。また「白鶴の翼を張れるごとし」と形容された横綱土俵入りも評判を呼び、錦絵も飛ぶように売れたという。一方で力量抜群とは言いがたい面もあり、横綱まで登り詰めることができた背景には、押しも押されもせぬ大人気力士の上、相撲の家元・吉田司家が肥後細川家の家臣であり、藩主の強力な後ろ盾があったことも大きかったと思われる[1]。

## 主な成績
- 通算幕内成績：119勝35敗15分9預77休　勝率.773
- 通算幕内在位：27場所
- 優勝相当成績：3回

### 場所別成績
江戸相撲の本場所のみを示す。
| 1850年 | x                      | 西幕下36枚目 –           |
| 1851年 | 西幕下37枚目 –         | 西幕下39枚目 –           |
| 1852年 | 西幕下39枚目 –         | 西幕下34枚目 –           |
| 1853年 | 西幕下31枚目 –         | 西幕下28枚目 –           |
| 1854年 | 西幕下18枚目 –         | 東幕下9枚目 7–1–1 1預    |
| 1855年 | 東幕下8枚目 – 興行中止 | x                        |
| 1856年 | 東幕下8枚目 5–2–2 1預  | 西前頭7枚目 5–0–4 1預    |
| 1857年 | 西前頭6枚目 2–2–2 2預  | 西前頭4枚目 4–2–1 1分2預 |
| 1858年 | 西前頭3枚目 5–2–2 1分  | 西前頭筆頭 – 興行中止    |
| 1859年 | 西関脇 4–2–1 2分1預    | 西小結 6–1–2 1分         |
| 1860年 | 西小結 8–0–1 1分       | 西関脇 3–3–1             |
| 1861年 | 西関脇 4–2–4           | 西関脇 6–1–2 1分         |
| 1862年 | 西大関 4–1–4 1分       | 西大関 5–3–1 1分         |
| 1863年 | 西大関 4–2–3 1預       | 西大関 0–0–9             |
| 1864年 | 西大関 7–1–2           | 西大関 7–0–1 1分1預      |
| 1865年 | 西大関 1–0–8 1分       | 西大関 6–1–1 2分         |
| 1866年 | 東大関 6–2–2           | 東大関 6–1–3             |
| 1867年 | 東大関 7–1–2           | 東大関 2–2–5 1分         |
| 1868年 （明治元年） | 東大関 6–1–3           | 東大関 5–3–2             |
| 1869年 （明治2年） | 東大関 6–2–2           | 東大関 引退 0–0–10       |
| 各欄の数字は、「勝ち-負け-休場」を示す。 優勝 引退 休場 十両 幕下 三賞：敢=敢闘賞、殊=殊勲賞、技=技能賞 その他：★=金星 番付階級：幕内 - 十両 - 幕下 - 三段目 - 序二段 - 序ノ口 幕内序列：横綱 - 大関 - 関脇 - 小結 - 前頭（「#数字」は各位内の序列） |                        |                          |